# Amy Lee
Amy Lynn Lee Hartzler (rojena Amy Lynn Lee in najbolje poznana kot Amy Lee), ameriška glasbenica, * 13. december 1981, Riverside, Kalifornija. 
Amy Lee je trenutno vodilna pevka skupine Evanescence, s katero je osvojila že nekaj nagrad Grammy.
Rodila se je 13. decembra 1981 v Kaliforniji. Z glasbo se je začela ukvarjati že v osnovni šoli in se pridružila pevskim skupinam, s katerimi je sodelovala na vseh regionalnih tekmovanjih. V srednji šoli je bila predsednica pevskega zbora, s prijateljem Benom Moodyjem pa sta začela že takrat pisati lastno glasbo in kmalu ustanovila tudi skupino Evanescence, ki je bila sprva duet. 
Prvi samostojni album skupine je imel naslov Origin, kmalu pa sta postala popularna v Memphisu. S producentom Petom Matthewsom sta podpisala pogodbo za založbo Wind-up records. 
Skupina se je po podpisu pogodbe razširila, kmalu pa so izdali drugi studijski album z naslovom Fallen, na katerem je tudi pesem Bring me to life, s katero je skupina zaslovela po vsem svetu.
Ben Moody je skupino zapustil kmalu po izidu albuma, zamenjal pa ga je pevec skupine Cold, Terry Balsamo. Benu Moodyju sta se pridružila še Rocky Grey in John LeCompt. Ustanovili so novo skupino We Are the Fallen z novo vodilno pevko, Carly Smithson- skupina je dobila ime ravno po Fallen- albumu Evanescence. Skupina Evanescence je nato leta 2003 osvojila svojo prvo nagrado grammy, grammyja pa so osvojili v kategorijah Najboljši novi izvajalci in Najboljši težki rock nastop za pesem Bring me to life.
V letu 2004 je Amy s svojim bivšim fantom Shaunom Morganom posnela novo verzijo pesmi Broken, ki je doživela velik uspeh.Poleg tega je leta 2008 posnela svojo verzijo pesmi Sally's song iz filma The Nightmare Before Christmas.
Leta 1995-2001 so ustvarili album Evanescence EP in Sound Asleep EP,
leta 2002-2005 so ustvarili album Anywhere but Home in
leta 2006-2009 so ustvarili album The Open Door.

DRUŽINA:
Amy ima 2 sestri (Lori in Carrie Lee), brata (Robby Lee). Imela je tudi mlajšo sestro (Bonnie), ki je pri treh letih umrla zaradi neraziskane bolezni. Njena starša sta: John Lee in Sara Cargill. Poročena je z Joshem Hartzlerjem.
Leta 2014 rodila prvega sina Jacka Liona Hartzlerja.